# دوغانجی (خیزان)
دوغانجی (به ترکی استانبولی: Doğancı) یک منطقهٔ مسکونی در ترکیه است که در خیزان واقع شده‌است. دوغانجی ۴۰۰ نفر جمعیت دارد.